# Alone Again in the Lap of Luxury
Alone Again in the Lap of Luxury è un singolo del gruppo musicale britannico Marillion, il terzo estratto dal settimo album in studio Brave e pubblicato nell'aprile 1994.

## Tracce
Testi e musiche di Steve Hogarth e dei Marillion, eccetto dove indicato.
CD promozionale (Regno Unito)
1. Alone Again in the Lap of Luxury – 4:26 – versione radiofonica

CD singolo (Regno Unito – parte 1)
1. Alone Again in the Lap of Luxury (Radio Edit) – 4:28 (musica: Mike Hunter)
2. River (Live) – 1:32
3. Bridge (Live) – 2:51
4. Living with the Big Lie (Live) – 6:36

CD singolo (Regno Unito – parte 2)
1. Alone Again in the Lap of Luxury (Album Version) – 8:13
2. Cover My Eyes (Live) – 4:04 (Marillion)
3. Slainte Mhath (Live) – 4:34 (Steve Rothery, Mark Kelly, Pete Trewavas, Ian Mosley, Derek Dick)
4. Uninvited Guest (Live) – 3:55 (Steve Hogarth, Steve Rothery, Mark Kelly, Pete Trewavas, Ian Mosley, John Helmet)

12" (Regno Unito), MC (Regno Unito)
- Lato A

1. Alone Again in the Lap of Luxury (Radio Edit) – 4:28

- Lato B

1. Living with the Big Lie (Album Version) – 6:46
2. The Space (Live) (Steve Hogarth, Steve Rothery, Mark Kelly, Pete Trewavas, Ian Mosley, Ferg Harper, Colin Woore, Geoff Dugmore) – assente nell'edizione MC

## Formazione
Gruppo
- Steve Hogarth – voce, arrangiamento, tastiera e percussioni aggiuntive, cori
- Steve Rothery – chitarra, arrangiamento
- Pete Trewavas – basso, arrangiamento, cori
- Mark Kelly – tastiera, arrangiamento, cori
- Ian Mosley – batteria, arrangiamento, percussioni

Altri musicisti
- Dave Meegan – arrangiamento
- Tony Halligan – uilleann pipes
- Liverpool Philharmonic – violoncello, flauto

Produzione
- Dave Meegan – produzione, ingegneria del suono
- Marillion – produzione
- Chris Hedge, Michael Hunter – assistenza tecnica
- Andrea Wright – assistenza tecnica presso i Parr Street
- Niall Flynn – assistenza tecnica presso i Sarm West

## Classifiche
| Classifica (1994) | Posizione massima |
| ----------------- | ----------------- |
| Regno Unito       | 53                |